# Вагон метро типу Д
Вагони метрополітену типу Д серійно випускалися в 1955—1963 роках. У 1949 році були побудовані прототипи М5 з номерами 401—406 (пізніше вони перенумеровувались: спочатку 501—506, пізніше 601—606, пізніше 701—706 з присвоєнням типу УМ5, і нарешті — 801—806) Митищинським машинобудівним заводом. Експлуатувалися в Московському метрополітені до 1995 року, в Петербурзькому метрополітені до 1992 року і в Київському метрополітені до 1969 року. Також три вагони такого типу використовувалися в депо Новосибірського метрополітену як службові (лабораторія СЦБ та її супровід). Основними відмінностями від вагонів типу Г було суттєве зменшення маси вагона і поліпшення електричного устаткування. Всього було випущено 662 вагона цього типу, які отримали номери з 807 по 1000 і з 2001 по 2468.

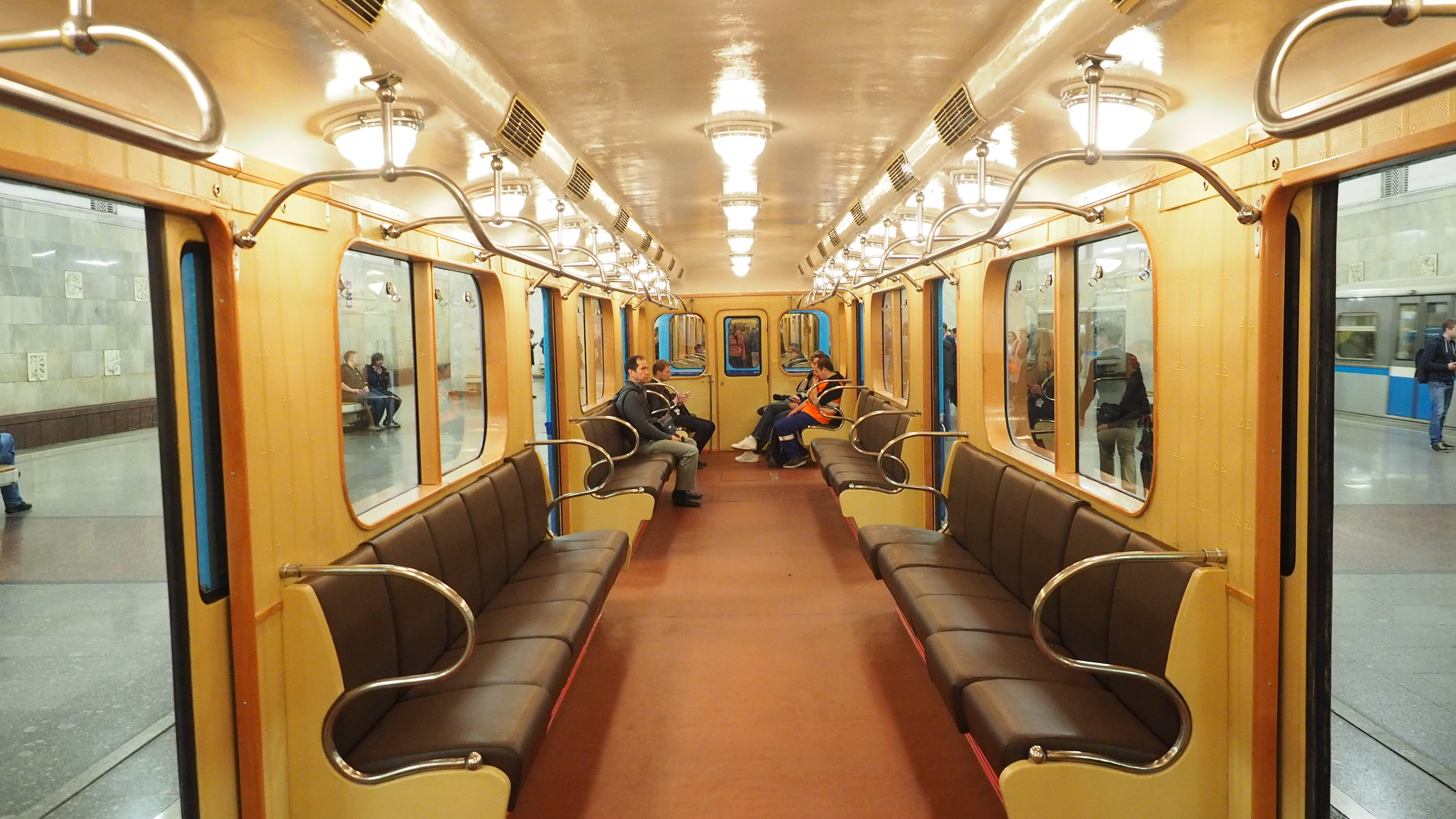
Салон вагону

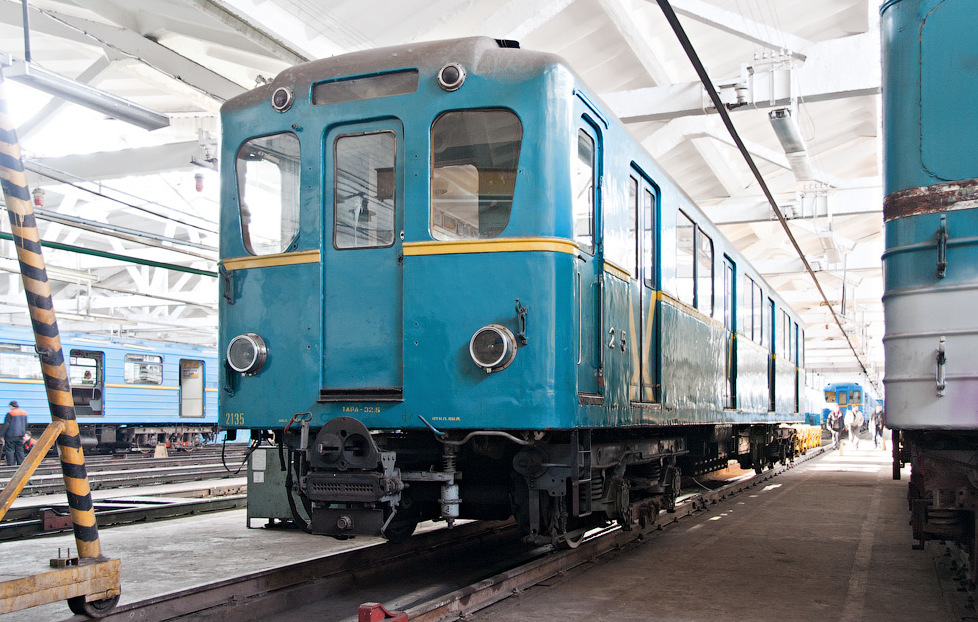
Вагон-музей № 2135 в депо Дарниця

На даний момент майже всі з них списані і лише невелика кількість з них працюють в Петербурзькому метрополітені та деяких інших як контактно-акумуляторні електровози або вантажні вагони, а також кілька вагонів залишилось в якості музейних експонатів.

## Випущені вагони
| Рік                        | Кількість випущених вагонів | Номери              | Примітки |
| -------------------------- | --------------------------- | ------------------- | --- |
| Вагон метро типу М5 та УМ5 |                             |                     | |
| 1949                       | 6                           | 401—406             | 1951 рік: вагони № 401—406 перенумеровані в № 501—506. 1953 рік: вагони № 501—506 перенумеровані в № 601—606. 1953 рік: вагони № 601—606 перенумеровані в № 701—706 з присвоєнням типу УМ5. 1955 рік: вагони № 701—706 перенумеровані в № 801—806. |
| Вагон метро типу Д         |                             |                     | |
| 1955                       | 19                          | 807—825             | |
| 1956                       | 70                          | 826—895             | |
| 1957                       | 70                          | 896—965             | |
| 1958                       | 70                          | 966—1000; 2001—2035 | Вагон № 2018 перший вагон в СРСР з гофрами. |
| 1959                       | 78                          | 2036—2113           | |
| 1960                       | 85                          | 2114—2198           | |
| 1961                       | 100                         | 2199—2298           | |
| 1962                       | 120                         | 2299—2418           | |
| 1963                       | 50                          | 2419—2468           | |
| Всього:                    | 662                         |                     | |